# 2010-es francia rali

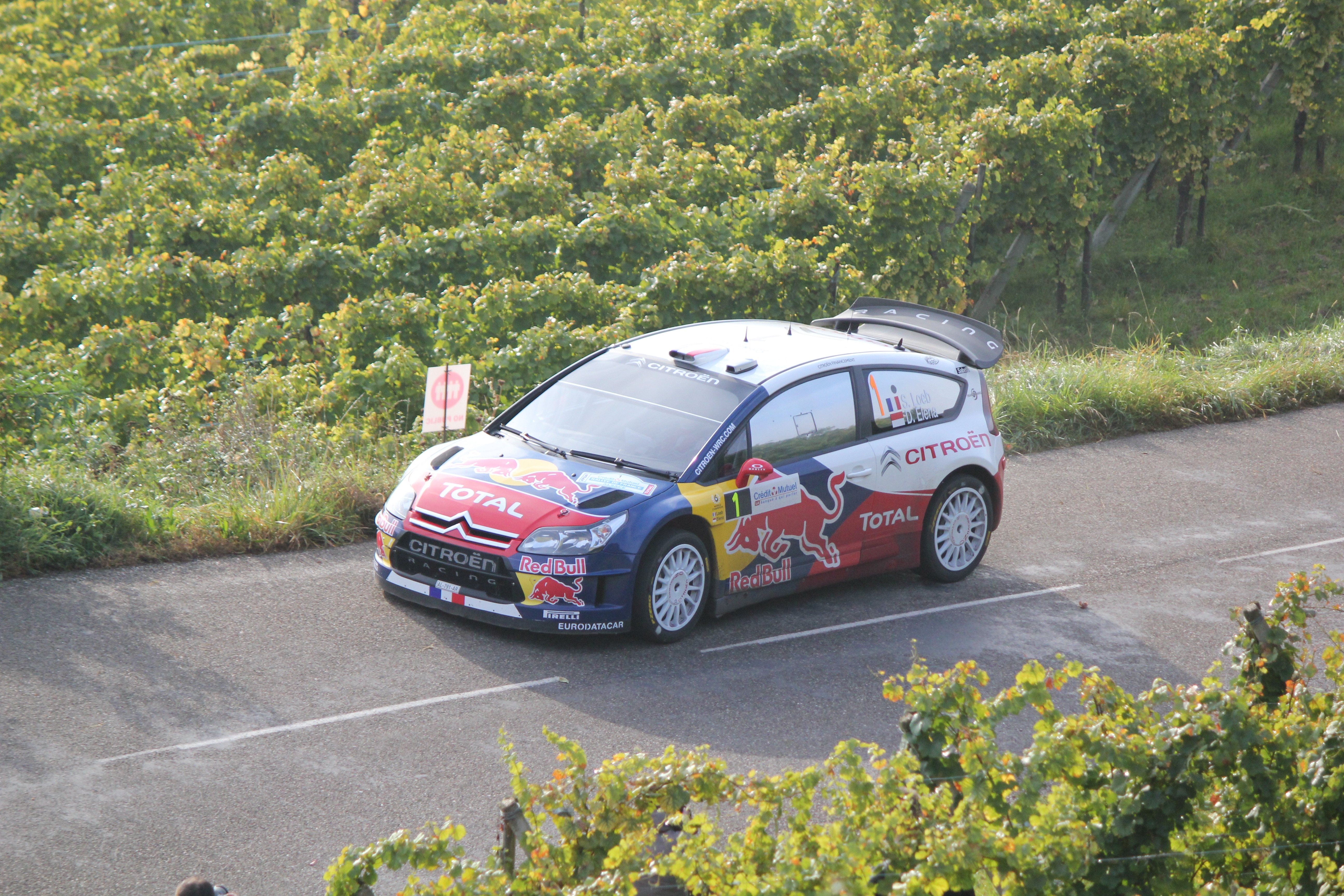
A verseny győztes párosa, Sébastien Loeb és Daniel Elena

A 2010-es francia rali (hivatalosan: Rallye de France Alsace 2010) volt 2010-es rali-világbajnokság tizenegyedik futama. Október 1 és 3 között került megrendezésre, 20 gyorsasági szakaszból állt, melyek össztávja 352 kilométert tett ki. A versenyen 67 páros indult, melyből 46 ért célba.
A versenyt a francia Sébastien Loeb nyerte, másodikként Dani Sordo végzett, harmadik pedig Petter Solberg lett.
Egy magyar páros indult a viadalon. Turán Frigyes és navigátora, Zsíros Gábor egy Peugeot 307 WRC-vel indult a versenyen. Kettősük az abszolút nyolcadik helyről esett ki az első nap utolsó gyorsasági szakaszán.

## Szakaszok
| Nap            | Szakasz | Rajtidő | Szakasz neve        | Hossz    | Győztes            | Idő             | Átlagsebesség   | Versenyben vezető |
| -------------- | ------- | ------- | ------------------- | -------- | ------------------ | --------------- | --------------- | ----------------- |
| 1. (Október 1) | 1.      | 8:43    | Hohlandsbourg 1     | 9.90 km  | Sébastien Loeb     | 5:18.0          | 112.08 km/h     | Sébastien Loeb    |
| 1. (Október 1) | 2.      | 9:01    | Firstplan 1         | 16.58 km | Sébastien Loeb     | 8:20.3          | 119.30 km/h     | Sébastien Loeb    |
| 1. (Október 1) | 3.      | 9:39    | Vallée de Munster 1 | 22.33 km | Sébastien Loeb     | 11:14.6         | 119.16 km/h     | Sébastien Loeb    |
| 1. (Október 1) | 4.      | 11:02   | Grand Ballon 1      | 24.12 km | Sébastien Loeb     | 13:50.7         | 104.53 km/h     | Sébastien Loeb    |
| 1. (Október 1) | 5.      | 14:05   | Hohlandsbourg 2     | 9.90 km  | Jari-Matti Latvala | 5:28.5          | 108.49 km/h     | Sébastien Loeb    |
| 1. (Október 1) | 6.      | 14:23   | Firstplan 2         | 16.58 km | Sébastien Loeb     | 8:25.1          | 118.17 km/h     | Sébastien Loeb    |
| 1. (Október 1) | 7.      | 15:01   | Vallée de Munster 2 | 22.33 km | Dani Sordo         | 11:13.5         | 119.36 km/h     | Sébastien Loeb    |
| 1. (Október 1) | 8.      | 16:24   | Grand Ballon 2      | 24.12 km | Jari-Matti Latvala | 14:28.5         | 99.98 km/h      | Sébastien Loeb    |
| 2. (Október 2) | 9.      | 8:28    | Klevener 1          | 10.54 km | Sébastien Loeb     | 6:25.2          | 98.50 km/h      | Sébastien Loeb    |
| 2. (Október 2) | 10.     | 8:57    | Ungersberg 1        | 15.50 km | Dani Sordo         | 9:20.4          | 99.57 km/h      | Sébastien Loeb    |
| 2. (Október 2) | 11.     | 10:05   | Pays d'Ormont 1     | 35.48 km | Sébastien Loeb     | 19:39.7         | 108.27 km/h     | Sébastien Loeb    |
| 2. (Október 2) | 12.     | 11:03   | Salm 1              | 13.09 km | Jari-Matti Latvala | 7:18.9          | 107.37 km/h     | Sébastien Loeb    |
| 2. (Október 2) | 13.     | 14:16   | Klevener 2          | 10.54 km | Sébastien Ogier    | 6:22.0          | 99.33 km/h      | Sébastien Loeb    |
| 2. (Október 2) | 14.     | 14:45   | Ungersberg 2        | 15.50 km | Dani Sordo         | 9:31.5          | 97.64 km/h      | Sébastien Loeb    |
| 2. (Október 2) | 15.     | 15:53   | Pays d'Ormont 2     | 35.48 km | Petter Solberg     | 21:35.2         | 98.62 km/h      | Sébastien Loeb    |
| 2. (Október 2) | 16.     | 16:51   | Salm 2              | 13.09 km | Petter Solberg     | 7:35.5          | 103.46 km/h     | Sébastien Loeb    |
| 3. (Október 3) | 17.     | 8:29    | Haguenau 1          | 4.20 km  | Petter Solberg     | 3:13.3          | 78.22 km/h      | Sébastien Loeb    |
| 3. (Október 3) | 18.     | 9:38    | Bitche Camp 1       | 24.70 km | Dani Sordo         | 12:34.4         | 117.87 km/h     | Sébastien Loeb    |
| 3. (Október 3) | 19.     | 12:16   | Bitche Camp 2       | 24.70 km | szakasz törölve    | szakasz törölve | szakasz törölve | Sébastien Loeb    |
| 3. (Október 3) | 20.     | 13:40   | Haguenau 2          | 4.20 km  | Jari-Matti Latvala | 3:12.3          | 78.63 km/h      | Sébastien Loeb    |

## Végeredmény
| Helyezés | Versenyző            | Navigátor               | Autó                      | Idő       | Különbség | Pont |
| -------- | -------------------- | ----------------------- | ------------------------- | --------- | --------- | ---- |
| 1.       | Sébastien Loeb       | Daniel Elena            | Citroën C4 WRC            | 3:05:49.3 | 0.0       | 25   |
| 2.       | Dani Sordo           | Diego Vallejo           | Citroën C4 WRC            | 3:06:25.0 | 35.7      | 18   |
| 3.       | Petter Solberg       | Chris Patterson         | Citroën C4 WRC            | 3:07:06.1 | 1:16.8    | 15   |
| 4.       | Jari-Matti Latvala   | Miikka Anttila          | Ford Focus RS WRC 09      | 3:07:18.6 | 1:29.3    | 12   |
| 5.       | Mikko Hirvonen       | Jarmo Lehtinen          | Ford Focus RS WRC 09      | 3:09:33.1 | 3:43.8    | 10   |
| 6.       | Sébastien Ogier      | Julien Ingrassia        | Citroën C4 WRC            | 3:17:45.2 | 11:55.9   | 8    |
| 7.       | Federico Villagra    | Diego Curletto          | Ford Focus RS WRC 08      | 3:20:04.7 | 14:15.4   | 6    |
| 8.       | Matthew Wilson       | Scott Martin            | Ford Focus RS WRC 08      | 3:20:16.2 | 14:26.9   | 4    |
| 9.       | Henning Solberg      | Ilka Minor              | Ford Fiesta S2000         | 3:22:38.2 | 16:48.9   | 2    |
| 10.      | Patrik Sandell       | Emil Axelsson           | Škoda Fabia S2000         | 3:23:01.6 | 17:12.3   | 1    |
| SWRC     |                      |                         |                           |           |           |      |
| 1. (10.) | Patrik Sandell       | Emil Axelsson           | Škoda Fabia S2000         | 3:23:01.6 | 0.0       | 25   |
| 2. (11.) | Jari Ketomaa         | Mika Stenberg           | Ford Fiesta S2000         | 3:24:57.6 | 1:56.0    | 18   |
| 3. (14.) | Michał Kościuszko    | Maciek Szczepaniak      | Škoda Fabia S2000         | 3:26:08.6 | 3:07.0    | 15   |
| 4. (15.) | Xavier Pons          | Alex Haro               | Ford Fiesta S2000         | 3:26:09.6 | 3:08.0    | 12   |
| 5. (20.) | Eyvind Brynildsen    | Cato Menkerud           | Škoda Fabia S2000         | 3:32:37.7 | 3:15.2    | 10   |
| 6. (21.) | Martin Prokop        | Jan Tománek             | Ford Fiesta S2000         | 3:33:03.7 | 10:02.1   | 8    |
| 7. (32.) | Bernardo Sousa       | Nuno Rodrigues da Silva | Ford Fiesta S2000         | 3:42:47.1 | 19:45.5   | 6    |
| 8. (43.) | Julien Maurin        | Gilles Thimonier        | Ford Fiesta S2000         | 3:59:58.2 | 36:56.6   | 4    |
| 9. (47.) | Albert Llovera       | Borja Rozada            | Abarth Grande Punto S2000 | 4:10:07.4 | 47:05.8   | 2    |
| PWRC     |                      |                         |                           |           |           |      |
| 1. (16.) | Armindo Araújo       | Miguel Ramalho          | Mitsubishi Lancer Evo X   | 3:28:48.1 | 0.0       | 25   |
| 2. (19.) | Ott Tänak            | Kuldar Sikk             | Mitsubishi Lancer Evo X   | 3:31:14.7 | 2:26.6    | 18   |
| 3. (23.) | Arai Tosihiro        | Daniel Barritt          | Subaru Impreza WRX STI    | 3:34:19.3 | 5:31.2    | 15   |
| 4. (26.) | Alex Raschi          | Rudy Pollet             | Mitsubishi Lancer Evo X   | 3:36:34.8 | 7:46.7    | 12   |
| 5. (29.) | Anders Grøndal       | Veronica Engan          | Subaru Impreza WRX STI    | 3:39:39.0 | 10:50.9   | 10   |
| 6. (31.) | Wang Rui             | Pan Hongyu              | Subaru Impreza WRX STI    | 3:41:22.7 | 12:34.6   | 8    |
| 7. (35.) | Hayden Paddon        | John Kennard            | Mitsubishi Lancer Evo X   | 3:49:54.1 | 21:06.0   | 6    |
| 8. (38.) | Michel Jourdain, Jr. | Oscar Benavente         | Mitsubishi Lancer Evo X   | 3:51:08.2 | 22:20.1   | 4    |
| 9. (48.) | Nicholai Georgiou    | Joseph Matar            | Mitsubishi Lancer Evo X   | 4:11:45.1 | 47:05.8   | 2    |
| JWRC     |                      |                         |                           |           |           |      |
| 1. (22.) | Jéremy Ancian        | Damien Mezy             | Suzuki Swift S1600        | 3:34:09.2 | 0.0       | 25   |
| 2. (24.) | Hans Weijs, Jr.      | Bjorn Degandt           | Citroën C2 S1600          | 3:35:13.3 | 1:04.1    | 18   |
| 3. (27.) | Thierry Neuville     | Nicolas Klinger         | Citroën C2 S1600          | 3:36:51.2 | 2:42.0    | 15   |
| 4. (30.) | Mathieu Arzeno       | Renaud Jamoul           | Citroën C2 S1600          | 3:40:26.1 | 6:16.9    | 12   |
| 5. (36.) | Aaron Burkart        | André Kachel            | Suzuki Swift S1600        | 3:49:55.0 | 15:45.8   | 10   |
| 6. (37.) | Todor Slavov         | Dobromir Filipov        | Renault Clio R3           | 3:50:23.3 | 16:14.1   | 8    |
| 7. (39.) | Harry Hunt           | Sebastian Marshall      | Ford Fiesta R2            | 3:53:52.0 | 19:42.8   | 6    |